# Vốn lưu động

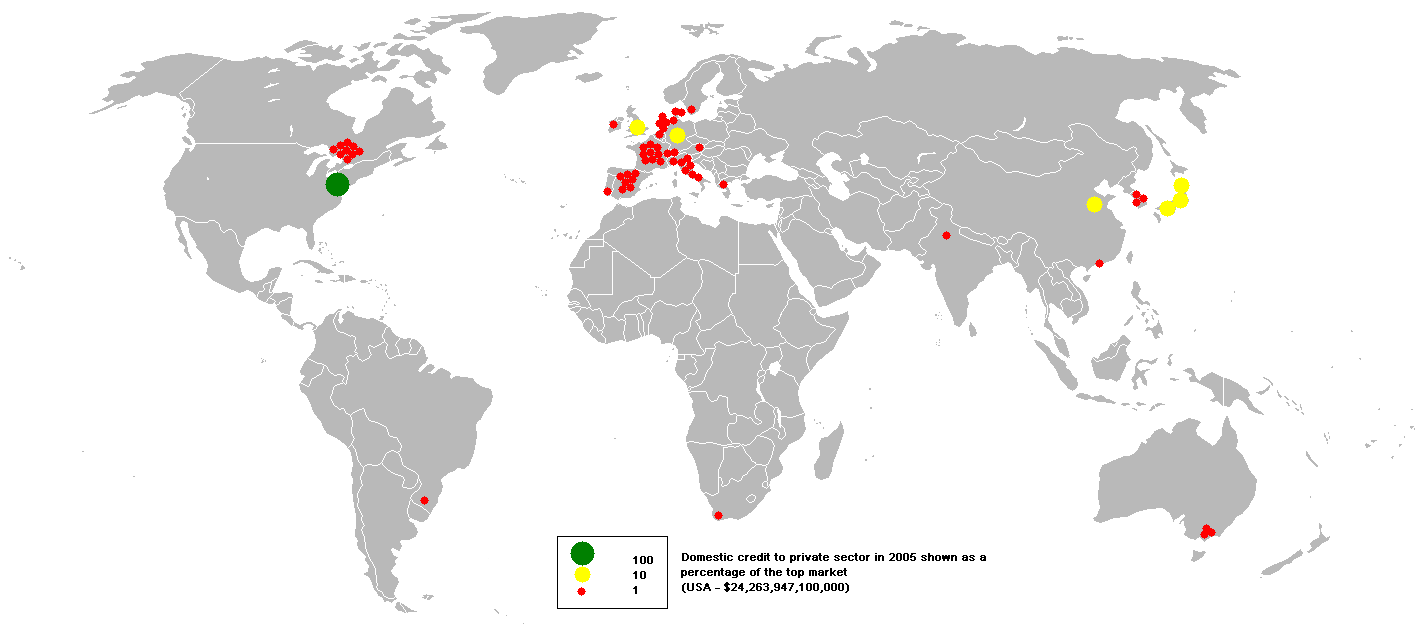
Tín dụng nội địa cho khu vực tư nhân năm 2005

Vốn lưu động (thuật ngữ tiếng Anh: Working capital, viết tắt WC) là một thước đo tài chính đại diện cho thanh khoản vận hành có sẵn cho một doanh nghiệp, tổ chức hoặc thực thể khác, bao gồm cả cơ quan chính phủ. Cùng với các tài sản cố định như nhà máy và thiết bị, vốn lưu động được coi là một phần của vốn hoạt động. Vốn lưu động được tính như tài sản hiện tại trừ nợ ngắn hạn. Nó là một nguồn gốc của vốn lưu động, thường được sử dụng trong các kỹ thuật định giá như DCFS (các dòng tiền chiết khấu). Nếu tài sản hiện tại ít hơn nợ ngắn hạn, một thực thể có một thiếu vốn lưu động, còn được gọi là thâm hụt vốn lưu động.
Một công ty có thể được ưu đãi với tài sản và lợi nhuận nhưng có khả năng thanh khoản thấp nếu tài sản của nó không thể dễ dàng được chuyển đổi thành tiền mặt. Vốn lưu động lớn hơn 0 là cần thiết để đảm bảo rằng một công ty có thể tiếp tục các hoạt động của nó và nó có đủ các quỹ để đáp ứng cả nợ ngắn hạn trưởng thành cũng như các chi phí vận hành sắp tới. Việc quản lý vốn lưu động liên quan đến quản lý hàng tồn kho, các khoản phải thu và phải trả, và tiền mặt.

## Tính toán
Tài sản ngắn hạn và nợ ngắn hạn bao gồm ba tài khoản là đặc biệt quan trọng. Các tài khoản này đại diện cho các lĩnh vực kinh doanh mà các nhà quản lý có tác động trực tiếp nhất:
- các khoản phải thu (tài sản ngắn hạn)
- hàng tồn kho (tài sản ngắn hạn), và
- các khoản phải trả (nợ ngắn hạn)

Phần ngắn hạn của nợ (phải trả trong vòng 12 tháng) là rất quan trọng, bởi vì nó đại diện cho một tuyên bố ngắn hạn đối với tài sản ngắn hạn và thường được bảo đảm bằng tài sản dài hạn. Các loại phổ biến của nợ ngắn hạn là các khoản vay ngân hàng và các dòng tín dụng.
Một gia tăng trong vốn lưu động cho thấy doanh nghiệp đã hoặc tăng tài sản ngắn hạn (mà nó đã tăng các khoản phải thu hoặc các tài sản ngắn hạn khác) hoặc đã giảm nợ ngắn hạn -  ví dụ đã vừa trả hét một số chủ nợ ngắn hạn, hoặc một sự kết hợp của cả hai.
Những gợi ý trên M&A: Định nghĩa thương mại chung của vốn lưu động cho mục đích điều chỉnh vốn lưu động trong một nghiệp vụ M&A (tức là cho một cơ chế điều chỉnh vốn lưu động trong một thỏa thuận mua bán) là bằng:
Tài sản ngắn hạn - Nợ ngắn hạn không bao gồm tài sản thuế thu nhập hoãn lại/nợ phải trả, tiền mặt dư thừa, tài sản thừa và/hoặc số dư tiền gửi.
Các mục số dư tiền mặt thường thu hút một điều chỉnh giá mua một-cho-một.

## Quản lý vốn lưu động
Các quyết định liên quan đến vốn lưu động và tài chính ngắn hạn được gọi là quản lý vốn lưu động. Điều này liên quan đến việc quản lý các mối quan hệ giữa tài sản ngắn hạn của một công ty và nợ ngắn hạn của nó. Mục tiêu của quản lý vốn lưu động là để đảm bảo rằng công ty có thể tiếp tục các hoạt động của nó và nó có dòng tiền đủ để đáp ứng cả nợ ngắn hạn trưởng thành và các chi phí hoạt động sắp tới.

### Tiêu chí quyết định
Theo định nghĩa, quản lý vốn lưu động đòi hỏi quyết định nói chung ngắn hạn, liên quan đến thời gian một năm tiếp theo, vốn là những việc  "có thể đảo ngược". Những quyết định này do đó không được thực hiện trên cơ sở tương tự như các quyết định đầu tư vốn (NPV hoặc có liên quan, như ở trên); thay vào đó, chúng sẽ được dựa trên các dòng tiền mặt, hoặc khả năng lợi nhuận, hoặc cả hai.
- Một thước đo của dòng tiền được cung cấp bởi chu kỳ chuyển đổi tiền mặt - số ròng của các ngày từ xuất ra tiền mặt cho nguyên liệu tới khi nhận thanh toán từ khách hàng. Như một công cụ quản lý, phép đo này làm rõ ràng tính liên quan hệ của các quyết định liên quan đến hàng tồn kho, các khoản phải thu và phải trả, và tiền mặt. Bởi vì con số này có tương ứng một cách hiệu quả với thời gian mà tiền mặt của công ty được gắn vào trong các hoạt động và không có sẵn cho các hoạt động khác, quản lý nói chung nhằm mục đích tại một số ròng thấp.

- Trong bối cảnh này, số đo hữu ích nhất của khả năng lợi nhuận là thu hồi vốn (ROC). Kết quả được hiển thị như một tỷ lệ phần trăm, được xác định bằng cách chia thu nhập có liên quan trong vòng 12 tháng cho vốn sử dụng, hoàn vốn trên vốn cổ phần (ROE) thể hiện kết quả này cho các cổ đông của công ty. Giá trị công ty được tăng cường khi, và nếu, hoàn vốn, mà kết quả từ việc quản lý vốn lưu động, vượt quá chi phí vốn, kết quả từ các quyết định đầu tư vốn như trên. Do đó số đo ROC là hữu ích như một công cụ quản lý, trong đó chúng liên kết chính sách ngắn hạn với việc ra quyết định dài hạn. Xem giá trị kinh tế gia tăng (EVA).

- Chính sách tín dụng của công ty: Một yếu tố khác ảnh hưởng đến quản lý vốn lưu động là chính sách tín dụng của công ty. Nó bao gồm việc mua nguyên liệu và bán thành phẩm bằng tiền mặt hoặc bằng tín dụng. Điều này ảnh hưởng đến chu kỳ chuyển đổi tiền mặt.

### Quản lý vốn lưu động
Được hướng dẫn bởi các tiêu chí trên, việc quản lý sẽ sử dụng một sự kết hợp của các chính sách và kỹ thuật cho việc quản lý vốn lưu động. Các chính sách nhằm mục đích quản lý Tài sản ngắn hạn (thường tiền mặt và tương đương tiền, hàng tồn kho và các con nợ) và các nguồn tài chính ngắn hạn, như các dòng tiền và thu hồi vốn được chấp nhận.
- Quản lý tiền mặt. Xác định số dư tiền mặt cho phép đối với doanh nghiệp để đáp ứng các chi phí ngày qua ngày, nhưng làm giảm chi phí nắm giữ tiền mặt.
- Quản lý hàng tồn kho. Xác định mức độ hàng tồn kho cho phép để sản xuất không bị gián đoạn nhưng làm giảm đầu tư nguyên liệu - và giảm thiểu chi phí sắp xếp lại - và do đó làm tăng lưu lượng tiền mặt. Bên cạnh đó, thời gian giao hàng trong sản xuất nên được hạ thấp để giảm Công trong quá trình (WIP) và tương tự, Hàng hóa thành phẩm phải được giữ trên mức càng thấp càng tốt để tránh sản xuất quá mức - xem quản lý chuỗi cung cấp, sản xuất kịp thời (JIT); số lượng đặt hàng kinh tế (EOQ); số lượng kinh tế
- Quản lý con nợ. Xác định chính sách tín dụng thích hợp, tức là các điều khoản tín dụng mà sẽ thu hút khách hàng, như vậy mà bất kỳ tác động nào trên lưu chuyển tiền tệ và chu kỳ chuyển đổi tiền mặt sẽ được bù đắp bằng doanh thu và do đó Hoàn vốn tăng lên (hoặc ngược lại); xem Giảm giá và trợ cấp.
- Tài chính ngắn hạn. Xác định nguồn tài chính thích hợp, cho chu kỳ chuyển đổi tiền mặt: hàng tồn kho được tài trợ lý tưởng bởi tín dụng được viện trợ của nhà cung cấp; tuy nhiên, nó có thể là cần thiết để sử dụng một cho vay (hoặc thấu chi) ngân hàng, hoặc "chuyển đổi con nợ thành tiền mặt" thông qua " bao thanh toán".

## Cách tính vốn lưu động
Ta có thể tính vốn lưu động qua công thức dưới đây
- VLĐ = Tài sản ngắn hạn – Nợ phải trả ngắn hạn*

Trong đó:
Tài sản ngắn hạn: là những tài sản thuộc quyền sở hữu của doanh nghiệp. Tài sản này có thể chuyển đổi được thành tiền mặt trong thời gian một năm. Tài sản ngắn hạn có thể là tiền tệ, hàng hóa, tiền lương, tiền đầu tư, tiền tiết kiệm,…
Nợ ngắn hạn: là những khoản nợ mà doanh nghiệp cần phải trả. Số nợ này phải trả trong vòng một năm, bao gồm các khoản nợ phải trả và nợ dồn.
Ngoài công thức tính trên, chúng ta còn có một số tiêu chí đánh giá vốn lưu động khác như: Khả năng thanh toán hiện thời, khả năng thanh toán tức thời, khả năng thanh toán nhanh,…
.....